# Vasikkasaari (ö i Finland, Mellersta Finland, Keuruu)
Vasikkasaari är en ö i Finland. Den ligger i sjön Asunnanjärvi och i kommunen Keuru i den ekonomiska regionen  Keuru ekonomiska region  och landskapet Mellersta Finland, i den södra delen av landet, 230 km norr om huvudstaden Helsingfors. Öns area är 1,7 hektar och dess största längd är 200 meter i nord-sydlig riktning.